# 군사 기만
군사 기만(military deception, MILDEC)은 적의 의사 결정권자를 호도하여 기만 세력에게 유리한 조건을 조성하는 조치를 취하거나 조치를 취하지 않음으로써 전쟁 중 이점을 얻으려는 군대의 시도이다. 이는 일반적으로 심리 작전, 정보전, 시각적 기만 또는 기타 방법을 통해 인공적인 전쟁의 안개를 생성하거나 증폭함으로써 달성된다. 역정보의 일종으로 심리전과 겹쳐진다. OPSEC는 조직의 능력, 활동, 한계 및 의도에 대한 중요한 정보를 적에게 숨기거나 적이 관찰할 수 있는 세부 사항에 대해 그럴듯한 대체 설명을 제공한다는 점에서 군사 기만은 작전 보안(OPSEC)과도 밀접하게 연결되어 있다. 기만은 적을 오도하려는 노력의 일환으로 잘못된 정보를 드러낸다.
전쟁에서의 기만은 초기 역사로 거슬러 올라간다. 고대 중국의 손자병법은 수적으로 열세인 군대가 더 큰 적을 물리칠 수 있는 방법으로 기만의 중요성을 강조한다. 전쟁에서 기만의 예는 고대 이집트, 그리스, 로마, 중세, 르네상스, 유럽 식민지 시대에서 찾아볼 수 있다. 기만은 제1차 세계 대전 중에 사용되었으며 제2차 세계 대전 중에 더욱 두드러졌다. 현대에는 여러 국가의 군대가 기만 전술, 기술 및 절차를 완전한 교리로 발전시켰다.

## 같이 보기
- 공성계
- 게임 이론
- 마스키로프카